# اقتحام السفارة الأمريكية في بغداد 2019
اقتحام السفارة الأمريكية هو هجوم حدث في 31 كانون الأول/ديسمبر 2019، على مقر السفارة الأمريكية في المنطقة الخضراء في بغداد، من قبل مليشيات موالية لإيران من الحشد الشعبي، وهاجم المحتجون الذين يحملون أعلام الحشد الشعبي وحزب الله العراقي مبنى السفارة ونجحوا في اقتحام الباحة الخارجية للسفارة، واقتحموا نقطة أمنية عند مدخل مجمع السفارة الأمريكية وأضرموا فيها النار، منددين بالضربات الجوية الأميركية التي استهدفت، يوم الأحد 29 كانون الأول، قواعد عسكرية تابعة لكتائب حزب الله العراقي الموالي لإيران. وفي بيان للرئيس العراقي قال فيه: (إن محاولة اقتحام السفارة الأميركية في بغداد يعد تجاوزاً للاتفاقات الدولية الملزمة للحكومة العراقية).

## خلفية
في يوم الأحد 29 كانون الأول 2019، شنت الولايات المتحدة الأمريكية غارات جوية على مقرات قواعد عسكرية تابعة لكتائب حزب الله والحشد الشعبي في العراق وسوريا، استهدفت «منشآت لتخزين الأسلحة إلى جانب مقرات لقيادة العمليات التابعة لكتائب حزب الله». وأعلن الحشد الشعبي مقتل 19 من مسلحيهِ على الأقل بينهم قياديون مساء يوم الأحد في الضربات الأمريكية التي استهدفت قواعد كتائب حزب الله العراقي في غرب البلاد، وقال جواد كاظم الربيعاوي، المسؤول في هيئة الحشد الشعبي، إن «حصيلة الاعتداء على مقرات اللوائين 45 46 بلغت 19 شهيدا و35 جريحا»، بحسب ما أورده الموقع الرسمي للفصيل الموالي لإيران. وأضاف أن عددا من الجثامين «لا تزال تحت الانقاض».
وتعتبر الولايات المتحدة كتائب حزب الله منظمة إرهابية، حيث إن الغارات جاءت ردا على شن قوات الكتائب هجمات صاروخية على قاعدة كركوك الأمريكية في 27 كانون الأول 2019، واستخدمت الكتائب 30 صاروخاً في الهجوم الذي أسفر، كما قال البيان، عن مقتل مواطن أمريكي وإصابة أربعة من أفراد الخدمة الأمريكية واثنين من أفراد قوات الأمن العراقية.

## أحداث
بدأ الاحتجاج يوم الثلاثاء وكان بعض المحتجين يلبسون زيا عسكريا ويرفعون أعلام الحشد الشعبي، وحدث الهجوم احتجاجًا على الضربات الجوية الأمريكية على معسكرات الحشد الشعبي يوم الأحد 29 كانون الأول 2019 في سوريا والعراق، وتجمع الآلاف من المتظاهرين أمام السفارة الأمريكية للتنديد بالضربات الجوية التي نفذتها حكومة واشنطن.
وقال عادل عبد المهدي في بيان له: إن أي اعتداء أو تحرش بالسفارات والممثليات الأجنبية هو فعل ستمنعه بصرامة القوات الأمنية وسيعاقب عليهِ القانون بأشد العقوبات، وطالب المحتجين بمغادرة المكان فوراً.
أطلق حراس السفارة الأميركية في بغداد، من جهتهم، القنابل الصوتية على أنصار الحشد خارجها، فيما أصيب 12 من أنصار الحشد جراء إطلاق الغاز المسيل للدموع الذي أطلقته القوات الأمنية لتفريق الجموع المحتشدة أمام مبنى السفارة الأميركية. إلا أن ميليشيات الحشد الشعبي أبلغت عن إصابة 62 جريحا من عناصرها أمام السفارة. وأظهرت لقطات مصورة من هناك قيس الخزعلي وهادي العامري، زعيما ميليشيا العصائب وبدر، يقودان اقتحام السفارة الأميركية. كما انضم أبو مهدي المهندس وحميد الجزائري زعيم ميليشيا الخراساني لمحاولات اقتحام السفارة. ونشرت قناة «العهد» العراقية على موقعها في تليغرام صورة لما قالت إنها مشاركة رئيس هيئة الحشد الشعبي فالح الفياض في التظاهرات الرافضة «للعدوان الأميركي».
وأعلنت وزارة الدفاع الأميركية، عن إرسال قوة من مشاة البحرية «المارينز» من الكويت إلى العراق، للمساهمة في حماية السفارة الأميركية في بغداد.
ونشرت بيانا مقتضبا على موقعها في شبكة الإنترنت قالت فيه: «المارينز يستعدون للتوجه من الكويت لدعم أفراد في السفارة الأميركية في بغداد». وأرفقت الوزارة بيانها بصورة لإحدى طائرات النقل العسكرية وهي تستعد للإقلاع من الكويت باتجاه العراق.

## الانسحاب
في يوم الأربعاء 1 كانون الثاني 2020، انسحب جميع أفراد ميليشيات الحشد الشعبي من محيط السفارة الأميركية في بغداد، وأزالوا خيام الاعتصام التي نصبوها بالمكان. وذكر في بيان للجيش العراقي أنه جرى انسحاب جميع المحتجين كما أمنت القوات الأمنية العراقية محيط السفارة بالكامل.
ودعى الحشد الشعبي في بيان لجميع الموجودين قرب السفارة بالانسحاب «احترامًا» لقرار الحكومة العراقية التي دعت إلى إخلاء المكان.